# Norra Tsaneri
Norra Tsaneri (georgiska: ჩრდილოეთი წანერი, Tjrdiloeti Tsaneri) är en glaciär i Georgien. Den ligger i den norra delen av landet, i regionen Megrelien-Övre Svanetien, nära gränsen mot Ryssland. Den är Georgiens tredje största glaciär, med en yta på ca 11,5 km² (2016).

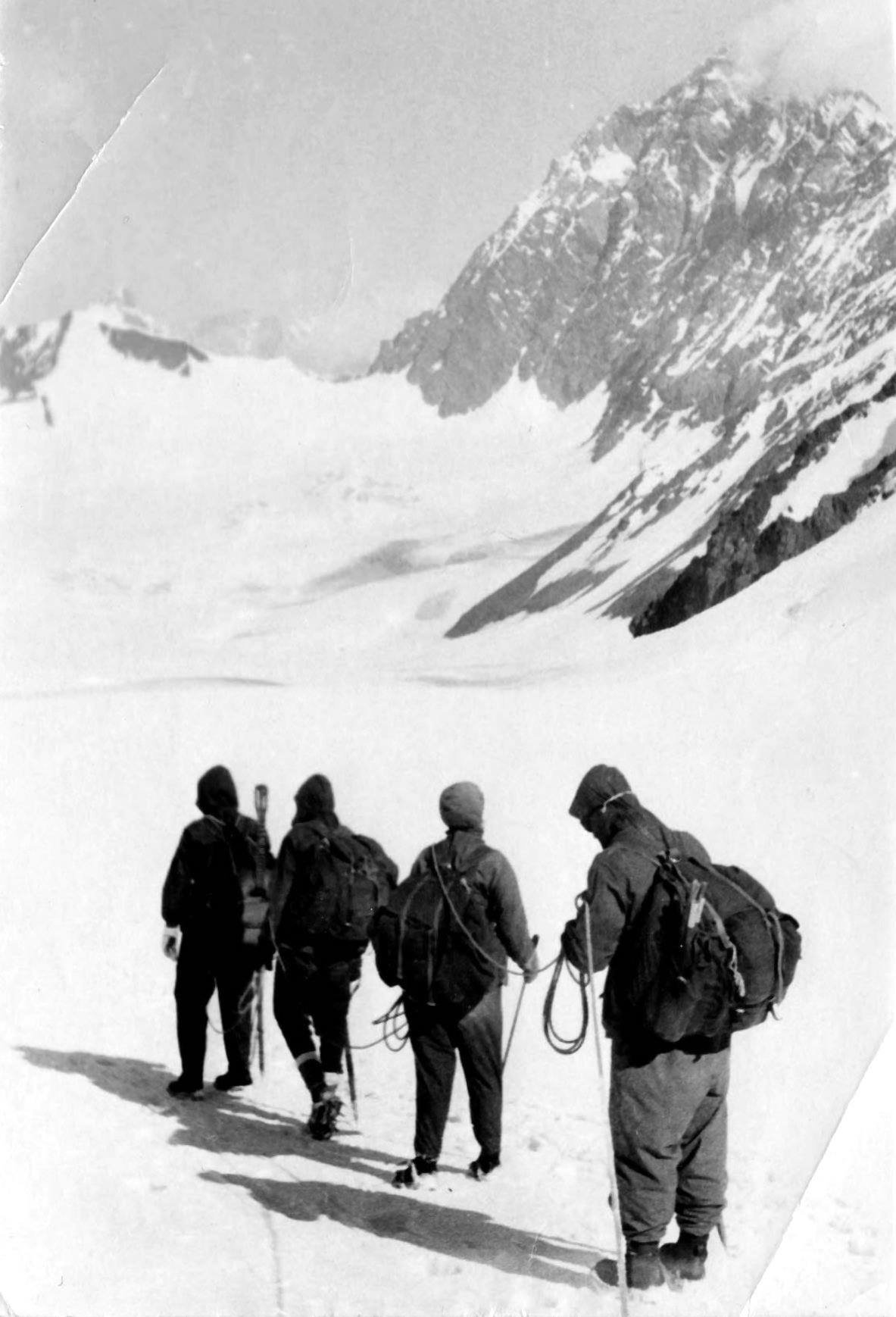
Norra Tsaneri. Bergstoppen till höger är Tichtengeni på gränsen mot Ryssland.

Norra Tsaneri bildade fram till senare delen av 1900-talet en sammanhängande glaciär med Södra Tsaneri. År 1960 täckte denna större glaciär, Tsaneriglaciären, en yta på drygt 28 km².